# 北雪平市镇
北雪平市镇（瑞典語：Norrköpings kommun），又译为诺尔雪平市镇，是瑞典东南部东约特兰省的一个市镇。其治所位于北雪平，约有90,000位居民。